# Великое расхождение

Оценка ВВП на душу населения по паритету покупательной способности для отдельных европейских и азиатских стран между 1500 и 1950 годами, показывающая взрывной рост экономики некоторых европейских государств с начала XIX века.

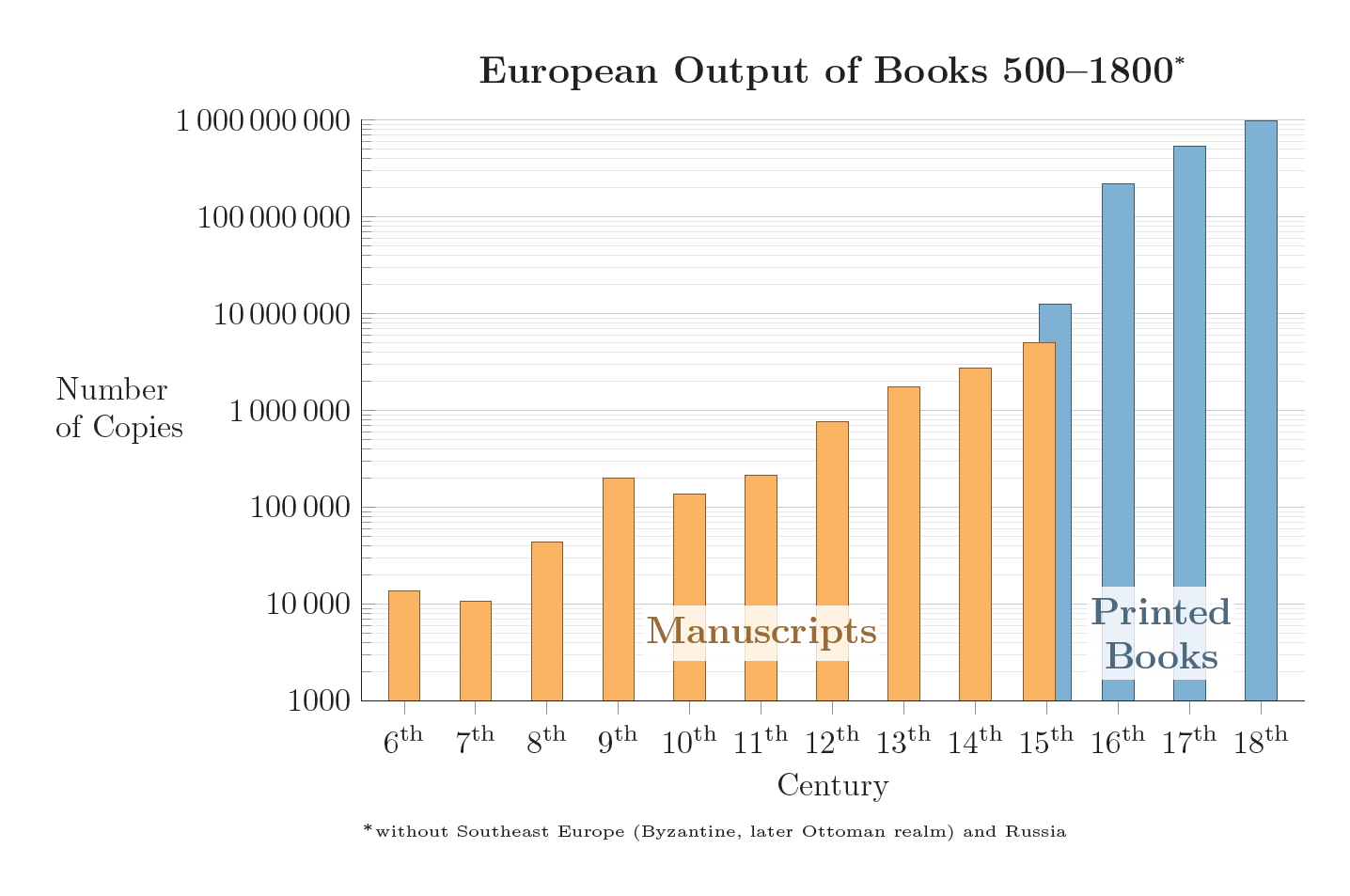
Разница в выпуске книг между 500 и 1800 годами н. э. составила 100 000 раз. Росту во многом способствовала книгопечатная революция в 1450 годах.

Великое расхождение (Великая дивергенция) ― термин, введённый политологом Сэмюэлем Хантингтоном (также известен другой вариант названия ― Европейское чудо: этот термин был введён Эриком Джонсом в 1981 году). Обозначает процесс, посредством которого Западный мир (то есть в первую очередь Западная Европа и части Нового Света) преодолел сдерживающие развитие факторы и в XIX веке стал наиболее сильной и богатой цивилизацией всех времен, затмив своей мощью империю Цин, империю Великих Моголов, сёгунат Токугава и Османскую империю.
Термин «Великая дивергенция» был введён американским социологом и политологом Сэмюэлем Хантингтоном в 1996 году и был также использован Кеннетом Померанцем в его книге «The Great Divergence: China, Europe, and the Making of the Modern World Economy» (2000). Этот же феномен исследовал Эрик Джонс, чья книга «The European Miracle: Environments, Economies and Geopolitics in the History of Europe and Asia» популяризировала альтернативный термин «Европейское чудо». В целом и общем, оба термина обозначают социально-экономический сдвиг, в результате которого европейские страны продвинулись вперёд в развитии в период Нового времени.
Этот процесс сопровождался и подкреплялся достижениями эпохи великих географических открытий и последовавшим за ней возникновением колониальных империй. Значительную роль также сыграли эпоха просвещения, революция цен, научная революция и, наконец, промышленная революция. Ученые предложили множество теорий, чтобы объяснить природу великого расхождения: в них учитывались географические факторы, колониализм, доступ к ресурсам, а также традиции и обычаи западных народов.
До Великой дивергенции самыми развитыми регионами на земле была Западная Европа, Восточная Азия, Индийский субконтинент и Ближний Восток. Каждая из этих областей, имея различные политические и культурные институты, в конечном итоге вознеслась на различные степени развития. Западная Европа, Китай и Япония достигли относительно высокого уровня и начали сталкиваться с ограничениями в земельных площадях и прочих ресурсах, в то время как Индия все ещё обладала большим объёмом неиспользованных ресурсов.
Во время Европейского чуда технологические достижения, такие как железные дороги, пароходы, развитые орудия горнодобывающей промышленности и сельского хозяйства в большей степени оказались распространены на Западе, чем на Востоке. Технологии привели к развитию процесса индустриализации и усложнению экономики в сферах сельского хозяйства, торговли, топлива и ресурсов, всё дальше отделяя Восток и Запад. В Западной Европе использование угля в качестве энергетического заменителя древесины в середине XIX века привело к началу становления энергетики в её современном виде.
Хотя в Китае уголь использовался и раньше, ещё во времена правления династии Сун, его использование впоследствии сократилось из-за перемещения основных центров производства на юг страны (где не было крупных месторождений) из-за разрушительных нашествий монголов и чжурчжэней между 1100 и 1400 годами. Западные державы также имели преимущество перед странами Востока, располагая более крупными партиями сырья и выходом к торговым рынкам, которые располагались, в частности, в колониях. Китай и остальные страны Азии принимали участие в мировой торговле, но тем не менее колонизация принесла неоспоримое преимущество Западу. В XX веке Великая дивергенция достигла своего пика к началу Первой мировой войны, на котором находилась вплоть до начала 1970-х годов. Затем, спустя два десятилетия неопределенных колебаний, в конце 1980-х годов, ей на смену пришла «Великая конвергенция» (Great Convergence) ― тогда большинство стран третьего мира достигли значительно более высоких темпов экономического роста, чем основная часть стран Первого мира.

## Временные рамки
Установление временных рамок Великой дивергенции является предметом спора среди историков. Традиционная датировка даётся началом XVI века: исследователи утверждают, что Европа вышла на траекторию более высоких темпов роста начиная именно с этого времени. В то же время Померанц и другие историки утверждают, что период наиболее быстрого расхождения имел место в XIX веке. Ссылаясь на данные о питании и дефицит товаров в Средневековье, эти ученые утверждают, что именно до XIX века страны Азии, а особенно Китай, были более богатыми и продвинутыми. Другие, признавая равенство доходов между самыми процветающими районами Китая и Европы около 1800 года, прослеживают первые значительные изменения в экономике европейских стран ещё в XVII веке. Есть и те, кто предполагают, что культурные факторы, обусловившие этот феномен, прослеживаются и в ещё более ранние периоды, например, во времена Ренессанса. Согласно Н. Фергюсону: «В течение столетия после 1520 года норма национальных сбережений Китая была отрицательной. В позднеминском Китае не было накопления капитала; скорее наоборот. Таким образом, история того, что Кеннет Померанц назвал „Великой дивергенцией“ между Востоком и Западом, началась гораздо раньше, чем утверждал Померанц».

## Ситуация в различных странах до Великого расхождения
В отличие от экономики индустриальных стран, аграрная экономика имела большое количество условий, которые сдерживали её рост. Хотя в важнейших регионах Евразии был достигнут относительно высокий уровень жизни ещё к XVIII веку, нехватка земли, уменьшение плодородия почвы, вырубка лесов, отсутствие надежных источников энергии и другие экологические факторы ограничивали рост доходов на душу населения. Быстрые темпы обесценивания капитала послужили причиной того, что большая часть сбережений в условиях досовременной экономики тратилось на возмещение убытков, что затрудняло процесс накопления капитала. Массовые количества топлива, земель, продовольствия и прочих ресурсов оказались необходимы для возможности дальнейшего роста и накопления капитала, что привело к становлению колониализма. Промышленная революция преодолела эти ограничения, в результате чего стал возможен быстрый, устойчивый рост доходов на душу населения, причём произошло это впервые в истории человечества.

### Западная Европа
После того, как набеги викингов, а также вторжения мусульман и венгров сошли на нет к X веку, Европа вступила в эпоху процветания, роста численности населения и территориальной экспансии. Период этот стал известен как Средние века. Торговля и коммерция оживилась, установилась специализация производства между различными районами, а также между жителями сельской местности и ремесленниками в городах. К XIII веку все лучшие земли оказались заняты и доходы от сельского хозяйства начали падать, хотя торговля и коммерция продолжала развиваться, особенно в Венеции и в других северных городах Италии.
XIV век принес ряд бедствий: голод, войны, чума и прочие эпидемии. Падение численности населения привело к уменьшению арендных ставок и росту заработной платы, а также подрыву феодальных и вотчинных отношений, которые были характерны для средневековой Европы. В эпоху великих географических открытий мореплаватели находили новые пути из Европы в страны Америки и Азии. Развивалась коммерция, появлялись различного рода инновации, такие как акционерные общества и прочие различные финансовые учреждения. Новых военные технологии привели к укрупнению боевых единиц, что, в свою очередь, послужило одной из причин концентрации власти в тех государствах, где основной статьёй доходов в казну являлась торговля. Во Франции и Испании произошёл переход к абсолютной монархии, которая была связана с высокими налогами и государственной монополией в экономической сфере, что привело к рецессии.
В Голландской республике власть осуществлялась видными представителями купеческого сословия, в то время как парламент в Англии получил контроль над управлением страной после долгой борьбы с монархом, кульминацией которой стала Славная революция. Эти механизмы управления оказались более благоприятными для экономического развития. В конце XVI века Лондон и Антверпен стали отдаляться в лучшую сторону от других европейских городов по размерам реальной заработной платы.
Запад имел ряд уникальных преимуществ по сравнению с Азией: большое количество угольных месторождений; открытие Нового Света, которое смягчило экологические ограничения экономического роста (такие как нехватка земли), а также прибыли от колонизации.

### Китай

Сравнительный график, показывающий численность населения (в миллионах) Китая и континентальной Европы в период между 1000 и 1975 годами.

Китай на протяжении всей нашей эры имел большую численность населения, чем Европа, и в отличие от неё, Китай был политически объединённым в течение длительных периодов. Во время династии Сун (960—1279) в стране произошла революция в областях сельского хозяйства, водного транспорта, финансов, урбанизации, науки и техники. Около 1100 года китайская экономика стала самой передовой в мире. Технология заливного поля для выращивания риса открылась для доселе слаборазвитого юга страны, в то время как северный Китай оказался опустошён в результате набегов монголов и чжурчженей, а также наводнений и эпидемий. Центры промышленности, а также население переместились от Хуанхэ на юг страны, и эта тенденция продолжалась вплоть до XV века, когда север страны стал заново заселяться. В конце имперского периода (1368―1911), во время правления династий Мин и Цин, налогообложение было низким, а ВВП и население росло значительными темпами, хотя и без существенного увеличения производительности труда. Китайские товары, такие как шёлк, чай и керамика, пользовались большим спросом в Европе, что привело к притоку серебра, расширению денежной массы и содействию росту конкурентоспособности и стабильному рынку. К концу XVIII века плотность населения в Китае была выше, чем в Европе. В то же время в Китае было больше крупных городов, но гораздо меньше мелких, чем в современной Европе.